# 五里墩站 (武汉地铁)
五里墩站位于中华人民共和国湖北省武汉市汉阳区，是武汉地铁4号线与规划中的10号线的地铁换乘站。

## 车站结构
本站位于汉阳大道与江城大道交汇处。4号线车站跨江城大道路口沿汉阳大道布置，共设十个出入口，目前已开通其中四个，在靠近七里庙站的方向，还设有存车线以备特殊情况下使用。10号线车站沿江城大道布置，未来将与4号线进行垂直换乘。

### 楼层分布
| 地面     | 地面               | 出入口                               |  |  |
| 地下一层 | 站厅               | 售票机、客服中心、武漢通充值、洗手間 |  |  |
| 地下二层 |                    | █ 4号线 往柏林（七里庙）             |  |  |
|          | 岛式站台，左侧开门 |                                      |  |  |
|          |                    | █ 4号线 往武汉火车站（汉阳火车站）   |  |  |

### 车站特色

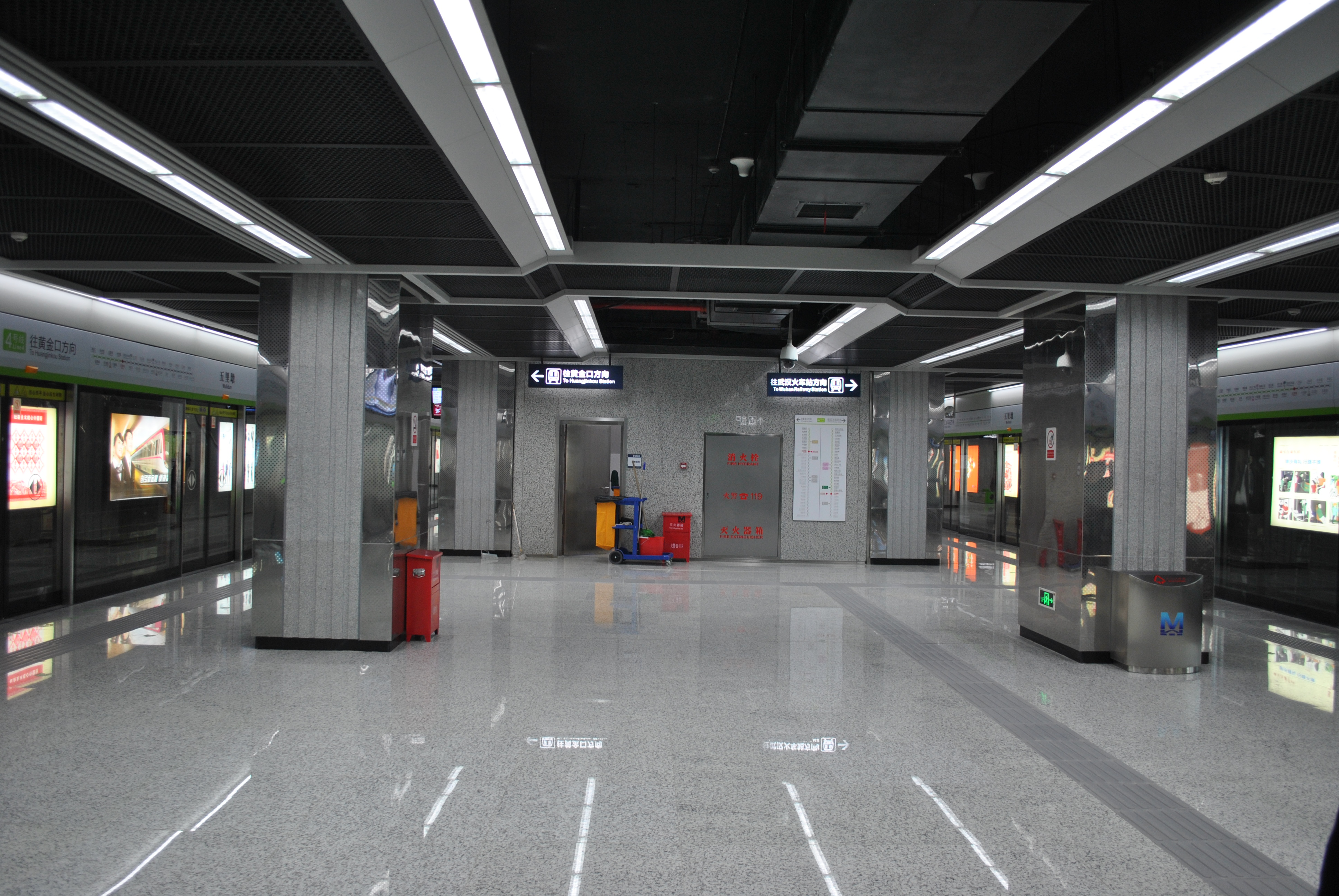
站台层

本站是4号线二期五个特色站之一，装修特色是“张公督鄂”。

### 车站出口
|                                                 |      |      |  |
| 出口編號                                        | 設施 | 照片 |  |
| A                                               |      |      |  |
| B                                               |      |      |  |
| C                                               |      |      |  |
| D                                               |      |      |  |
| 注： 設有升降機 \| 設有輪椅升降台 \| 設有洗手間 |      |      |  |

## 运营信息
- 4号线首末班车时间

### 内部链接
- 武汉地铁车站列表